# Henri Lloyd
Henri Lloyd je švédská, původem britská oděvní značka, která se specializuje na plachtařské oděvy a na módu pro muže a ženy.

## Historie
Společnost založili v Manchesteru v roce 1963 Henri Strzelecki, bývalý polský voják za druhé světové války, a Angus Lloyd. Firma Henri Lloyd byla průkopnicí nových technologií a tkanin, jako je nylon a prvních nekorozivních zipů vyrobených z nylonu, zavedení suchých zipů do nepromokavých oděvů, lepení švů a používání hydroizolace Gore-Tex.
Od začátku roku 2018 čelil Henri Lloyd vážným finančním obtížím, což vedlo k propouštění a prodeji značky a ochranné známky Henri Lloyd švédské investiční společnosti Aligro Group.